# 晴隆县
晴隆县是中华人民共和国贵州省黔西南布依族苗族自治州下属的一个县，位于贵州西南部。面积1327平方公里，2002年人口27万；邮政编码561400，县政府驻莲城街道。

## 历史沿革
明洪武二十五年（1392年）由指挥使粱海择地，并率军修筑安南卫城（今莲城），县城始定；清康熙二十六年（1688年）云贵总督范承勋奏准，改为安南县；民国三十年（1941年）6月27日，因安南县名时与法国殖民地安南（今越南）相混淆，取安南县城西南面的名山晴隆，该山巍峨壮丽，峰入云宵，扼县之名胜二十四道拐之口，素有天险之称，故更名为晴隆县。

## 行政区划
晴隆县下辖4个街道办事处、8个镇、3个乡、1个民族乡：
莲城街道、东观街道、三宝街道、腾龙街道、沙子镇、碧痕镇、大厂镇、鸡场镇、花贡镇、中营镇、光照镇、茶马镇、长流乡、紫马乡、安谷乡和三宝彝族乡。

## 交通

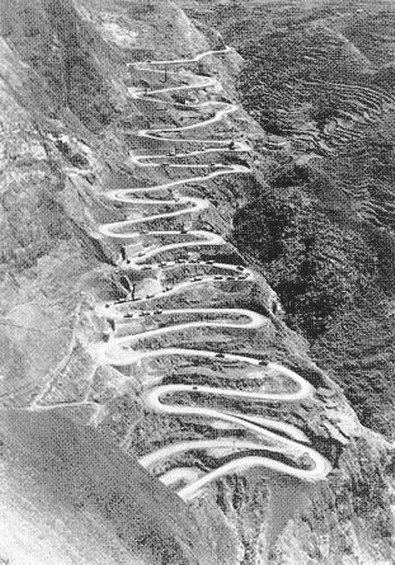
此图从抗战后期就被全世界当作滇緬公路、中印公路的代表照。实际上该处公路被叫做“二十四拐”，位于贵州省晴隆县县城南郊1公里，属于贵昆公路。而滇缅公路终点是昆明。援华物资经滇缅公路到达昆明后，还需进入贵州省经由“二十四拐”，才能最终运往贵阳市，再经川黔公路运往陪都重庆和抗日前线。

- 320国道过境。